# Кузо Розов
Кузо Розов е български революционер, деец на Вътрешната македоно-одринска революционна организация и на Вътрешната македонска революционна организация.

## Биография
Роден е в костурското село Бобища, тогава в Османската империя, днес Верга, Гърция. Влиза във ВМОРО и в 1902 година с Манол Розов организира канал за доставка на оръжие от Гърция. През Илинденско-Преображенското въстание е начело на четата от родното му село. Загива на 14 август в сражение в местността Кайнак.

## Виже също
- Михаил Розов
- Манол Розов